# Muleta

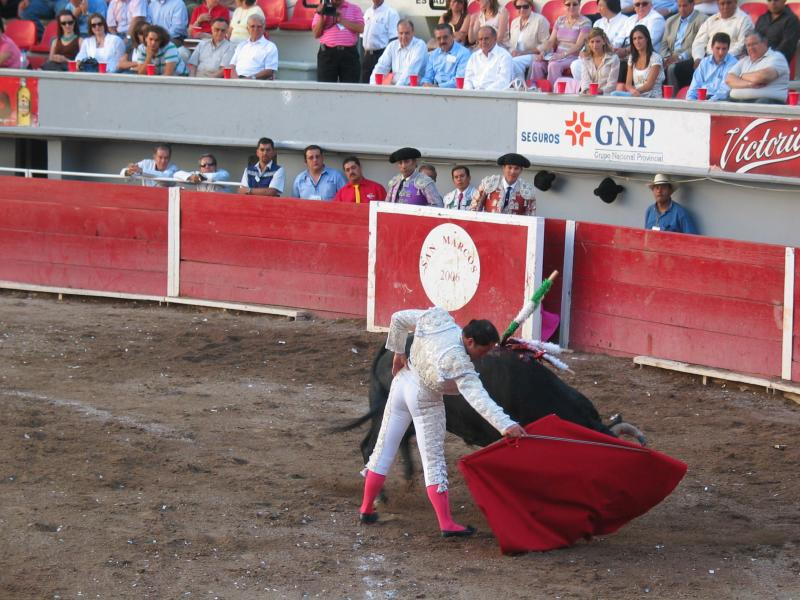
En tjurfäktare som använder en muleta.

Muleta är det röda skynke lagd runt en kort trästav som en tjurfäktare använder vid tjurfäktningens avslutande del, tercio de muerte.  Det sägs ha införts av Francisco Romero 1726. Tjurar är nästan färgblinda, så skynket behöver inte vara rött men är det av tradition och av estetiska/praktiska skäl då det ju fläckas av tjurens blod.